# قصرين

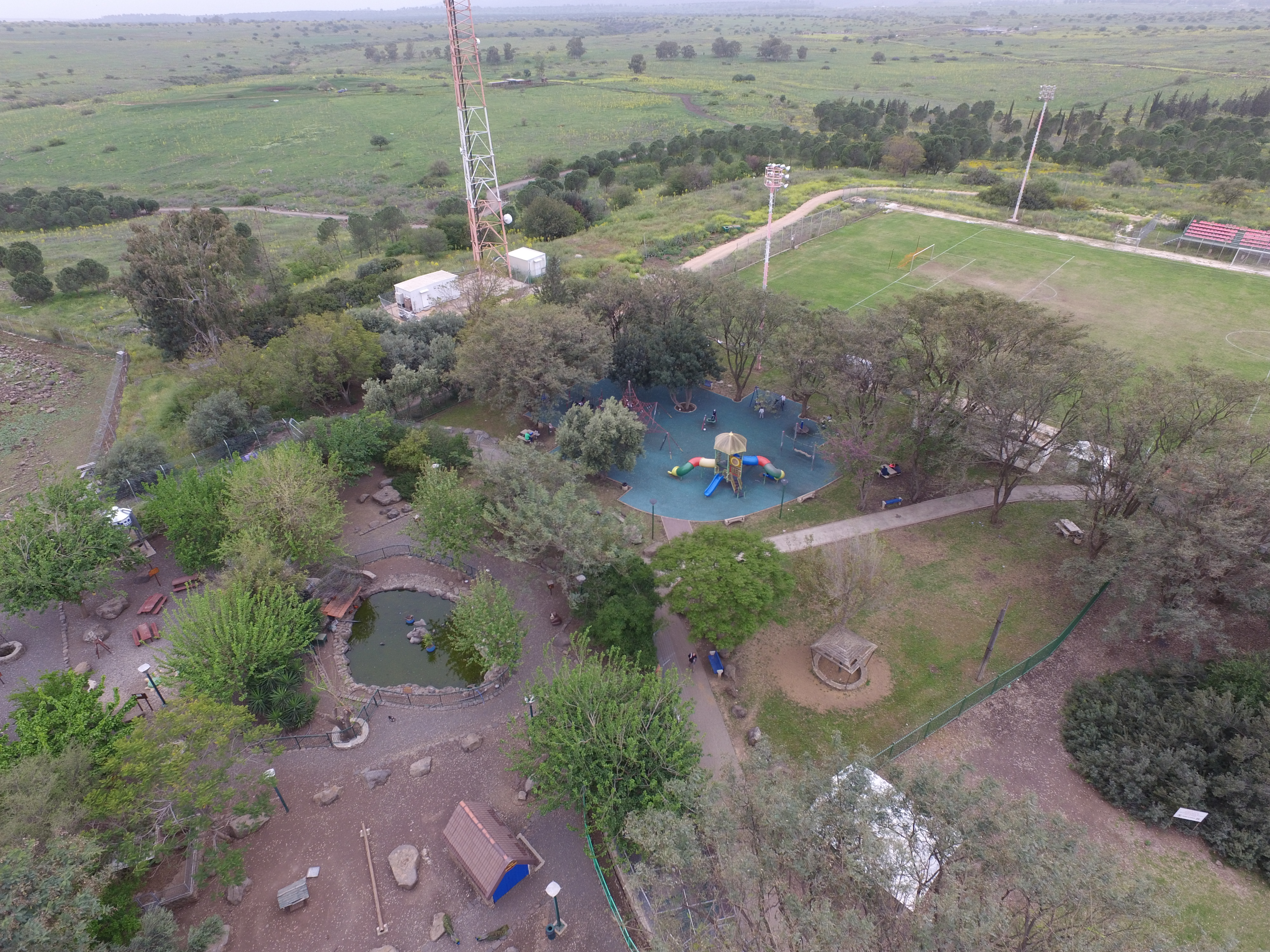
قرية قصرين

قصرين هي إحدى القرى المحتلة والمدمرة التابعة لمحافظة القنيطرة في هضبة الجولان بجنوب غرب سوريا.